# Carlos Paiva
Carlos Paiva (Carlos Norberto Sosa; * 19. Oktober 1940 in Buenos Aires) ist ein argentinischer Tangosänger und Schauspieler.

## Leben
Sosa debütierte vierzehnjährig mit dem Orchester Ricardo Pedevillas und wechselte dann zu Enrique Alessio. In dieser Zeit zu Beginn seiner Laufbahn trat er unter seinem realen Namen Carlos Sosa auf. Als Carlos Paiva trat er ab 1961 mit dem Orchester von Joaquín Do Reyes auf. 1963 gründete er eine eigene Formation, die von dem Geiger Aquiles Aguilar geleitet wurde, und begann seine Laufbahn als Solist. 1967 war er der Star des Tangofestivals von La Falda.
Beim Label RCA-Victor nahm er mit dem Orchester Baffa-Berlingeri und mit Ángel Gatti mehrere Titel auf. Sein größter Erfolg wurde der Tango Taxi mío als Hintergrundmusik der Fernsehsoap Rolando Rivas, taxista von Alberto Migré. Im Fernsehen und Radio trat Paiva mehrfach mit dem Orchester von Alfredo De Angelis auf. Er unternahm mehrere Tourneen durch Argentinien und Zentralamerika, einige gemeinsam mit Sängern wie Jorge Valdez, Juan Carlos Godoy und Roberto Mancini.
Als Schauspieler trat Paiva im Fernsehen mit Rodolfo Bebán und am Theater u. a. mit Norberto Aroldi, Gloria Montes und Gogó Andreu auf. Er war Sekretär des Sindicato de Variedades, Gründungsmitglied der Asociación Argentina de Cantores und ist als Autor und Komponist Mitglied der Sociedad Argentina de Autores y Compositores de Música (SADAIC).